# Бюро кредитних історій
Бюро кредитних історій — організація, юридична особа, що надає послуги з формування та зберігання кредитних історій, складання кредитних звітів і надання кредитних рейтингів.

## Історія
Прообраз сучасних кредитних бюро можна побачити в різних організаціях XIX століття, метою яких були збір і надання інформації про комерційні підприємства і про окремих торговців. Йшлося про інформацію, необхідну замовнику для впевненості в надійності потенційного ділового партнера.

## Сучасні бюро кредитних історій

### США
Попри те, що перше «повноцінне» комерційне кредитне бюро в США було створено ще в 1841 році, спеціальний закон, який регламентує діяльність подібних організацій (Federal Credit Reporting Act), з'явився тільки в 1960 році. У 1997 році було прийнято новий закон у цій сфері — Fair Credit Reporting Act. Найбільшими приватними кредитними бюро в США є Equifax (засновано в 1899 році), TransUnion (1969) і Experian (1996). Також до числа великих кредитних бюро належить Dun & Bradstreet (D & B), засноване в 1841 році. У ньому працювали і майбутні президенти США: А. Лінкольн, У. Грант, Г. Клівленд, В. Мак-Кінлі[джерело?]. База даних кредитного бюро Dun & Bradstreet охоплює більш 250 млн кредитних історій в 222 країнах. Крім того, в США функціонують близько 300 невеликих кредитних бюро, об'єднаних в Асоціацію кредитних бюро, що діє з 1906 року.

### Україна
Діяльність кредитних бюро в Україні регулюється законом «Про організацію формування та обігу кредитних історій», який було ухвалено 2005 року.
2011 року в Україні діяло три бюро кредитних історій:
- Перше всеукраїнське бюро кредитних історій (ПВБКІ)
- Українське бюро кредитних історій (УБКІ)
- Міжнародне бюро кредитних історій (МБКІ)